# Darrell Evans
Darrell Wayne Evans (nascido em 26 de maio de 1947) é um ex-jogador profissional de beisebol que atuou como terceira base e primeira base na Major League Baseball jogando de 1969 até 1989 pelo Atlanta Braves (1969–76, 1989), San Francisco Giants (1976–83) e Detroit Tigers (1984–88). Ele também foi técnico e diretor do Victoria Seals na Golden Baseball League.
Ofuscado em seu auge pelo terceira base da National League, Mike Schmidt, tem sido descrito pelo autor Bill James como "o mais subestimado jogador na história do beisebol, o número um absoluto da lista", Principalmente por suas habilidades na defesa, força nos home runs e sua habilidade em atrair walks em uma carreira longa foi compensado por uma baixa média em rebatidas, apenas 24,8%. Ele permanece como um dos poucos jogadores a rebater mais de 400 home runs na carreira sem ser considerado para o Hall Of Fame.